# Kołczygłowy
Kołczygłowy is een dorp in het Poolse woiwodschap Pommeren, in het district Bytowski. De plaats maakt deel uit van de gemeente Kołczygłowy en telt 967 inwoners.

## Geboren
- Czesław Lang (1955), wielrenner